# Sapromyza stroblii
Sapromyza stroblii är en tvåvingeart som beskrevs av Kertesz 1900. Sapromyza stroblii ingår i släktet Sapromyza och familjen lövflugor. Inga underarter finns listade i Catalogue of Life.